# 第二十一届超级碗
第二十一届超级碗（Super Bowl XXI）是美国国家橄榄球联盟1986赛季的总决赛，由美联冠军丹佛野马队对阵国联冠军纽约巨人队。比赛于1987年1月25日在帕萨迪纳的玫瑰碗体育场举行。
最终，纽约巨人队以39-20战胜丹佛野马队，第一次夺得超级碗冠军。四分卫菲尔·西姆斯（Phil Simms）获得最有价值球员称号。